# Хэнсянь
Хэнсянь (кит. упр. 横县, пиньинь Héng xiàn) — уезд городского округа Наньнин Гуанси-Чжуанского автономного района (КНР).

## История
Ещё в IV веке, во времена империи Цзинь, в этих местах был создан уезд Нинпу (宁浦县). В VII веке, во времена империи Тан, уезд был подчинён области Хэнчжоу (横州); в ту же эпоху был создан уезд Юндин (永定县), который во времена империи Тан был переименован в Юнчунь (永淳县). Во времена империи Мин уезд Нинпу был в 1369 году расформирован, а его земли перешли под непосредственное управление областных властей. После Синьхайской революции в Китае была проведена реформа структуры административного деления, в результате которой области были упразднены, и поэтому в 1913 году область была преобразована в уезд Хэнсянь.
После того, как в декабре 1949 года провинция Гуанси была занята войсками НОАК и вошла в состав КНР, уезд был включён в состав Специального района Наньнин (南宁专区). В конце 1951 года Специальный район Наньнин был расформирован, и уезд перешёл в состав нового Специального района Биньян (宾阳专区). В декабре 1952 года в провинции Гуанси был создан Гуйси-Чжуанский автономный район (桂西壮族自治区), а в 1953 году Специальные районы Биньян и Чунцзо были объединены в Специальный район Юннин (邕宁专区) Гуйси-Чжуанского автономного района, при этом уезд Юнчунь был присоединён к уезду Хэнсянь. В 1956 году Гуйси-Чжуанский автономный район был переименован в Гуйси-Чжуанский автономный округ (桂西僮族自治州). В 1958 году автономный округ был упразднён, а вся провинция Гуанси была преобразована в Гуанси-Чжуанский автономный район. Специальный район Юннин был при этом переименован в Специальный район Наньнин (南宁专区).
В 1971 году Специальный район Наньнин был переименован в Округ Наньнин (南宁地区).
Постановлением Госсовета КНР от 23 декабря 2002 года округ Наньнин был упразднён, и уезд перешёл в состав городского округа Наньнин.

## Административное деление
Уезд делится на 14 посёлков и 3 волости.
Посёлки:
- Байхэ (Baihe, 百合镇)
- Луаньчэн (Luancheng, 峦城镇)
- Люцзин (Liujing, 六景镇)
- Ляньтан (Liantang, 莲塘镇)
- Малин (Maling, 马岭镇)
- Наньсян (Nanxiang, 南乡镇)
- Наян (Nayang, 那阳镇)
- Пинма (Pingma, 平马镇)
- Синьфу (Xinfu, 新福镇)
- Сяойи (Xiaoyi, 校椅镇)
- Таосю (Taoxu, 陶圩镇)
- Хэнчжоу (Hengzhou, 横州镇)
- Шитан (Shitang, 石塘镇)
- Юньбяо (Yunbiao, 云表镇)

Волости:
- Машань (Mashan, 马山乡)
- Пинлан (Pinglang, 平朗乡)
- Чжэньлун (Zhenlong, 镇龙乡)

## Экономика
Важными секторами сельского хозяйства являются выращивание жасмина и комнатных растений (посёлок Хэнчжоу известен как «жасминовая столица мира»). В 2020 году площадь разведения жасмина достигла 120 тыс. му (около 8 тыс. га), в отрасли было занято около 330 тыс. цветоводов, которые за год собрали 95 тыс. тонн цветков жасмина (в 2021 году — 102 тыс. тонн). Хэнсянь занимает более 80 % китайского и более 60 % мирового рынка жасминового чая. По итогам 2021 года более 130 предприятий изготовили около 80 тыс. тонн жасминового чая, оборот жасминовой отрасли уезда Хэнсянь достиг 21,53 млрд юаней. Основными экспортными рынками жасминового чая являются Гонконг, Япония, Вьетнам, США, Марокко и Франция.